# International Accounting Standard 4
Der International Accounting Standard 4 (IAS 4) mit dem Titel Abschreibungen (im englischen Original: Depreciation Accounting) war ein Rechnungslegungsstandard des International Accounting Standards Board (IASB), der die Bilanzierung von Abschreibungen regelte. 
Der Standard wurde im November 1975 herausgegeben und trat zusammen mit IAS 3 und IAS 5 zum 1. Januar 1977 in Kraft. Bereits 1982 wurde er erstmals überarbeitet, als im Zusammenhang mit der Herausgabe des IAS 16 im März des Jahres ein Teil der Regelungen überarbeitet und dort aufgegriffen wurden. 1999 trat er endgültig außer Kraft, als die Regelungen verteilt auf IAS 16, den später durch IFRS 3 ersetzten IAS 22 und IAS 36 abgebildet wurden.